# Vedin Musić
Vedin Musić (ur. 11 marca 1973 w Gračanicy) – bośniacki piłkarz grający na pozycji obrońcy. Wychowanek klubu Sloboda Tuzla. W 2011 roku zakończył karierę.

## Kariera piłkarska

### Kariera w Turcji
Jego profesjonalna kariera rozpoczęła się w tureckiej Süper Lig, gdzie grał w drużynie İstanbulspor A.Ş. Strzelił dla İstanbulspora dziewięć goli (w 39 meczach). W 1996 roku przeniósł się do Antalyaspor, gdzie spędził w całej swojej karierze najwięcej czasu. Strzelił dwa gole w 89 meczach.

### Kariera we Włoszech
W 2001 roku przeniósł się na stałe do Włoch. Na początku swojej kariery we Włoszech grał w drugoligowym Calcio Como. W czasie gry (w 2002) drużyna awansowała do Serie A. Rozegrał w klubie 62 mecze, gdzie strzelił pięć goli. W 2003 roku, przy spadku Calcio Como „przeprowadził się” do klubu z Modeny. Strzelił tam jednego gola (w 27 meczach).
W sierpniu 2005 roku przeniósł się do Turynu, drugoligowej drużyny. W turyńskim klubie nie strzelił żadnego gola, gdzie rozpoczęła się zła passa pod względem strzelonych goli (do dzisiaj strzelił dalej jednego gola). Na zasadzie wypożyczenia przeszedł do kolejnego drugoligowego klubu. Zagrał tam siedemnaście spotkań. Po wygaśnięciu kontraktu, w lipcu 2007 roku przeszedł do klubu z Padwy.
Kolejny sezon (2008/2009) piłkarz spędził w trzecioligowym klubie Pro Patria z miejscowości Busto Arsizio. Od jesieni 2005 strzelił gola. Razem w Patrii grał 32 mecze.

#### A.C. Arezzo
Na jesieni 2009 Musić za 45 000 £ przeszedł do drugoligowego A.C. Arezzo. Pierwszy mecz w klubie rozegrał 2 sierpnia 2009. Rozegrał w drużynie dziewięć meczów, gdzie strzelił jednego gola. Kontrakt wygaśnie 30 czerwca 2010. Obecnie nieznane są wiadomości nt. przedłużenia kontraktu we włoskiej drużynie.
W 2011 roku Musić zakończył karierę w zespole NK Čelik Zenica.

### Reprezentacja
W latach 1995–2007 był reprezentantem Bośni i Hercegowiny. Zagrał w 47 meczach, m.in.: w eliminacjach do Mundialu 2006, Mundialu 2002, a także EURO 2004. W rankingu najczęściej grających zawodników w reprezentacji uzyskał trzecie miejsce.